# Bromovodonik
Bromovodonik je diatomski molekul . HBr je gas pod standardnim uslovima. Bromovodonična kiselina se formira nakon rastvaranja HBr u vodi. HBr se može osloboditi iz rastvora bromovodonične kiseline dodavanjem dehidracionog agensa, ali ne putem destilacije. Bromovodonik i bromovodonična kiselina, stoga, nisu isto, nego su srodni. Često se bromovodonična kiselina označava sa "HBr".

## Osobine
Na sobnoj temperaturi, HBr je nezapaljivi gas oštrog mirisa, koji se dimi na vlažnom vazduhu usled formiranja bromovodonične kiseline. HBr je veoma rastvoran vodi, u kojoj se zasićuje sa 68.85% HBr po težini na sobnoj temperaturi. Vodeni rastvori koji su 47.38% HBr po težini formiraju konstantno ključajuću smesu (reverzno azeotropnu), koja ključa na 126°C. Ključanjem manje koncentrovanih rastvora se otpušta  dok se smeša konstantne kompozicije ne formira.

## Upotreba
Postoje mnogobrojne upotrebe HBr u hemijskoj sintezi. Na primer, HBr se koristi za produkciju alkil bromida iz alkohola:
HBr se dodaje alkenima da bi se dobili bromoalkani, koji su važna familija organobrominskih jedinjenja:
Dodavanjem HBr alkinima nastaju bromoalkeni. Stereohemija ovog tipa adicije je obično anti:
Dodatak HBr na haloalkene formira geminalne dihaloalkane. (Ovaj tip adicije sledi Markovnikovo pravilo):
Takođe, HBr se koristi za otvaranje epoksida i laktona, i u sintezi bromoacetala. Dodatno, HBr katalizuje mnoge organske reakcije.
Predloženo je da se HBr koristi u protočnim baterijama.

## Industrijska priprema
Bromovodonik (zajedno sa bromovodoničnom kiselinom) se proizvode u mnogo manjim razmerama od odgovarajućih hlorida. U primarnoj industrijskoj pripremi, vodonik i brom se kombinuju na temperaturama između 200-400°C. Ova reakcije je tipično katalizovana platinom ili azbestom.

## Laboratorijske sinteze
se može sintetisati koristeći niz metoda. On se može pripremiti u laboratoriji destilacijom rastvora natrijum ili kalijum bromida sa fosfornom kiselinom ili razblaženom sumpornom kiselinom:
Koncentrovana sumporna kiselina nije efektivna, zato što se formirani HBr oksiduje do gasovitog broma:
Kiselina se takođe može pripremiti na nekoliko drugih načina, među kojima je reakcija broma sa bilo fosforom i vodom, ili sa sumporom i vodom:
Alternativno, ona se može pripremiti brominacijom tetralina (1,2,3,4-tetrahidronaftalena):
Brom se može redukovati fosfornom kiselinom:
Vodeni rastvor bromovodonika se se isto tako može pripremiti u malom obimu termolizom trifenolfosfonijum bromida u refluksujućem ksilenu.
HBr pripremljen gore navedenim metodama može da bude kontaminiran sa Br2, koji se može ukloniti propuštanjem gasa kroz Cu opiljke ili kroz fenol.